# Circoscrizione Molise (Senato della Repubblica)
La circoscrizione Molise è una circoscrizione elettorale italiana per il Senato della Repubblica.

## Storia
La circoscrizione elettorale venne istituita, in via provvisoria, all'interno delle disposizioni transitorie della Costituzione della Repubblica italiana, la quale prevedeva che "Per la prima elezione del Senato il Molise è considerato come Regione a sé stante, con il numero dei senatori che gli compete in base alla sua popolazione." Questo si rese necessario perché la regione Molise non era ancora una regione a sé stante, ma si trova a all'interno degli Abruzzi e Molise. All'elezione della II, III e IV legislatura (1953, 1958 e 1963) le circoscrizioni del Senato furono 19, come le regioni italiane, pertanto il Molise elesse i propri senatori all'interno della Circoscrizione Abruzzi e Molise.
Nel 1963, in concomitanza con la separazione della regione Molise dagli Abruzzi e Molise, venne creata la Circoscrizione Molise, in ottemperanza alla Costituzione della Repubblica Italiana che prescrive, all'art. 57, che «il Senato della Repubblica è eletto a base regionale». Il Molise è pertanto la più recente tra le circoscrizioni del Senato.
In rispetto del suddetto articolo, la circoscrizione venne riconfermata in seguito in tutte le leggi elettorali inerenti al Senato della Repubblica.
La Legge 4 agosto 1993, n. 276 modificò il territorio suddividendolo in 21 collegi uninominali, in base al D.Lgs. del 20 dicembre 1993 n. 535. I suddetti collegi vennero aboliti dalla Legge del 21 dicembre 2005, n. 270.
L'attuale Legge 3 novembre 2017, n. 165, ha ricreato nel territorio della circoscrizione collegi uninominali e collegi plurinominali che devono essere determinati dal governo tramite decreto legislativo.

## Territorio
Nel 1948 la Circoscrizione Molise comprendeva la provincia di Campobasso (che allora comprendeva anche l'attuale provincia di Isernia) della regione Abruzzi e Molise. Dal 1963, la Circoscrizione Molise corrisponde alla regione Molise.

## Seggi
Per l'attribuzione dei seggi spettanti ad ogni regione, la Costituzione della Repubblica Italiana prescriveva, alla data di promulgazione del 1948, che «nessuna Regione può avere un numero di senatori inferiore a sei. La Valle d’Aosta ha un solo senatore». Per la prima elezione del Senato, nel 1948, per il Molise si applicò la disposizione transitoria e finale della Costituzione che prevedeva che «per la prima elezione del Senato il Molise è considerato come Regione a sé stante, con il numero dei senatori che gli compete in base alla sua popolazione»; il Molise elesse pertanto due senatori nel 1948.
Alle elezioni del 1953, 1958 e 1963 il Molise elesse i propri rappresentanti nell'ambito della regione Abruzzi e Molise.
Con la creazione della regione Molise, venne approvata la Legge costituzionale 9 febbraio 1963, n. 2 che prevede che «nessuna Regione può avere un numero di senatori inferiori a sette; il Molise ne ha due, la Valle d’Aosta uno». Da allora la circoscrizione Molise elegge due senatori.

## Dal 1948 al 1993
In base alla legge in vigore dal 1948, essenzialmente proporzionale, i partiti presentavano in ogni circoscrizione un candidato per ogni collegio. All'interno di ciascun collegio, veniva eletto senatore il candidato che avesse raggiunto il quorum del 65% delle preferenze. Qualora nessun candidato avesse conseguito l'elezione, i voti di tutti i candidati venivano raggruppati nelle liste di partito a livello regionale, dove i seggi venivano allocati utilizzando il metodo D'Hondt delle maggiori medie statistiche e quindi, all'interno di ciascuna lista, venivano dichiarati eletti senatori i candidati con le migliori percentuali di preferenza.

### Collegi elettorali
- Campobasso-Isernia
- Larino

### I legislatura
Nessun candidato nei collegi uninominali raggiunse il quorum del 65% dei voti per essere eletto automaticamente; i seggi vennero pertanto assegnati proporzionalmente ai voti ricevuti.
| Partito                            | Partito                            | Risultati 18 aprile 1948 | Risultati 18 aprile 1948 | Risultati 18 aprile 1948 | Seggi | Seggi |
| Partito                            | Partito                            | Voti                     | %                        | ±                        | Num   | ±     |
| ---------------------------------- | ---------------------------------- | ------------------------ | ------------------------ | ------------------------ | ----- | ----- |
|                                    | Democrazia Cristiana               | 80 697                   | 43,82                    | n.d.                     | 2     | n.d.  |
|                                    | Blocco Nazionale                   | 35 290                   | 19,16                    | n.d.                     | 0     | n.d.  |
|                                    | Indipendenti                       | 23 536                   | 12,78                    | n.d.                     | 0     | n.d.  |
|                                    | Fronte Democratico Popolare        | 20 886                   | 11,34                    | n.d.                     | 0     | n.d.  |
|                                    | Partito Nazionale Monarchico       | 13 104                   | 7,12                     | n.d.                     | 0     | n.d.  |
|                                    | Movimento Sociale Italiano         | 5 572                    | 3,03                     | n.d.                     | 0     | n.d.  |
|                                    | Partito Repubblicano Italiano      | 5 072                    | 2,75                     | n.d.                     | 0     | n.d.  |
|                                    |                                    |                          |                          |                          |       |       |
| Iscritti                           | Iscritti                           | 210 176                  | 100,00                   |                          |       |       |
| ↳ Votanti (% su iscritti)          | ↳ Votanti (% su iscritti)          | 195 001                  | 92,78                    | n.d.                     |       |       |
| ↳ Voti validi (% su votanti)       | ↳ Voti validi (% su votanti)       | 184 157                  | 94,44                    |                          |       |       |
| ↳ Schede non valide (% su votanti) | ↳ Schede non valide (% su votanti) | 10 844                   | 5,56                     |                          |       |       |
| ↳ Astenuti (% su iscritti)         | ↳ Astenuti (% su iscritti)         | 15 175                   | 7,22                     |                          |       |       |

| Eletti | Eletti             |
| ------ | ------------------ |
|        | Giovanni Ciampitti |
|        | Giuseppe Magliano  |

### II-IV legislatura
La Circoscrizione Molise non esistette in questo periodo. Vedi Circoscrizione Abruzzi e Molise.

### V legislatura
Nessun candidato nei collegi uninominali raggiunse il quorum del 65% dei voti per essere eletto automaticamente; i seggi vennero pertanto assegnati proporzionalmente ai voti ricevuti.
| Partito                            | Partito                            | Risultati 19 maggio 1968 | Risultati 19 maggio 1968 | Risultati 19 maggio 1968 | Seggi | Seggi |
| Partito                            | Partito                            | Voti                     | %                        | ±                        | Num   | ±     |
| ---------------------------------- | ---------------------------------- | ------------------------ | ------------------------ | ------------------------ | ----- | ----- |
|                                    | Democrazia Cristiana               | 83 738                   | 49,45                    | n.d.                     | 2     | n.d.  |
|                                    | PCI-PSIUP                          | 31 246                   | 18,45                    | n.d.                     | 0     | n.d.  |
|                                    | Partito Liberale Italiano          | 25 710                   | 15,18                    | n.d.                     | 0     | n.d.  |
|                                    | PSI-PSDI Unificati                 | 21 732                   | 12,83                    | n.d.                     | 0     | n.d.  |
|                                    | Movimento Sociale Italiano         | 4 855                    | 2,87                     | n.d.                     | 0     | n.d.  |
|                                    | Partito Repubblicano Italiano      | 2 070                    | 1,22                     | n.d.                     |       | n.d.  |
|                                    |                                    |                          |                          |                          |       |       |
| Iscritti                           | Iscritti                           | 215 905                  | 100,00                   |                          |       |       |
| ↳ Votanti (% su iscritti)          | ↳ Votanti (% su iscritti)          | 179 413                  | 83,10                    | n.d.                     |       |       |
| ↳ Voti validi (% su votanti)       | ↳ Voti validi (% su votanti)       | 169 351                  | 94,39                    |                          |       |       |
| ↳ Schede non valide (% su votanti) | ↳ Schede non valide (% su votanti) | 10 062                   | 5,61                     |                          |       |       |
| ↳ Astenuti (% su iscritti)         | ↳ Astenuti (% su iscritti)         | 36 492                   | 16,90                    |                          |       |       |

| Eletti | Eletti            |
| ------ | ----------------- |
|        | Girolamo La Penna |
|        | Remo Sammartino   |

### VI legislatura
Nessun candidato nei collegi uninominali raggiunse il quorum del 65% dei voti per essere eletto automaticamente; i seggi vennero pertanto assegnati proporzionalmente ai voti ricevuti.
| Partito                            | Partito                                 | Risultati 7 maggio 1972 | Risultati 7 maggio 1972 | Risultati 7 maggio 1972 | Seggi | Seggi   |
| Partito                            | Partito                                 | Voti                    | %                       | ±                       | Num   | ±       |
| ---------------------------------- | --------------------------------------- | ----------------------- | ----------------------- | ----------------------- | ----- | ------- |
|                                    | Democrazia Cristiana                    | 99 044                  | 58,40                   | 8,95                    | 2     | Stabile |
|                                    | PCI-PSIUP-PSI                           | 41 833                  | 24,67                   | n.d.                    | 0     | n.d.    |
|                                    | Partito Socialista Democratico Italiano | 10 523                  | 6,20                    | n.d.                    | 0     | n.d.    |
|                                    | Movimento Sociale Italiano              | 10 274                  | 6,06                    | 3,19                    | 0     | Stabile |
|                                    | Partito Liberale Italiano               | 4 519                   | 2,66                    | 12,52                   | 0     | Stabile |
|                                    | Partito Repubblicano Italiano           | 3 409                   | 2,01                    | 0,79                    | 0     | Stabile |
|                                    |                                         |                         |                         |                         |       |         |
| Iscritti                           | Iscritti                                | 216 169                 | 100,00                  |                         |       |         |
| ↳ Votanti (% su iscritti)          | ↳ Votanti (% su iscritti)               | 178 850                 | 82,74                   | 0,36                    |       |         |
| ↳ Voti validi (% su votanti)       | ↳ Voti validi (% su votanti)            | 169 602                 | 94,83                   |                         |       |         |
| ↳ Schede non valide (% su votanti) | ↳ Schede non valide (% su votanti)      | 9 248                   | 5,17                    |                         |       |         |
| ↳ Astenuti (% su iscritti)         | ↳ Astenuti (% su iscritti)              | 37 319                  | 17,26                   |                         |       |         |

| Eletti | Eletti            |
| ------ | ----------------- |
|        | Girolamo La Penna |
|        | Remo Sammartino   |

### VII legislatura
Nessun candidato nei collegi uninominali raggiunse il quorum del 65% dei voti per essere eletto automaticamente; i seggi vennero pertanto assegnati proporzionalmente ai voti ricevuti.
| Partito                            | Partito                                 | Risultati 20 giugno 1976 | Risultati 20 giugno 1976 | Risultati 20 giugno 1976 | Seggi | Seggi   |
| Partito                            | Partito                                 | Voti                     | %                        | ±                        | Num   | ±       |
| ---------------------------------- | --------------------------------------- | ------------------------ | ------------------------ | ------------------------ | ----- | ------- |
|                                    | Democrazia Cristiana                    | 93 546                   | 53,99                    | 4,41                     | 1     | 1       |
|                                    | PCI-PSI                                 | 52 922                   | 30,55                    | 9,44                     | 1     | 1       |
|                                    | Movimento Sociale Italiano              | 11 375                   | 6,57                     | 0,51                     | 0     | Stabile |
|                                    | Partito Socialista Democratico Italiano | 6 421                    | 3,71                     | 2,49                     | 0     | Stabile |
|                                    | Partito Repubblicano Italiano           | 4 547                    | 2,62                     | 0,61                     | 0     | Stabile |
|                                    | Partito Liberale Italiano               | 4 448                    | 2,57                     | 0,09                     | 0     | Stabile |
|                                    |                                         |                          |                          |                          |       |         |
| Iscritti                           | Iscritti                                | 213 545                  | 100,00                   |                          |       |         |
| ↳ Votanti (% su iscritti)          | ↳ Votanti (% su iscritti)               | 183 790                  | 86,07                    | 3,33                     |       |         |
| ↳ Voti validi (% su votanti)       | ↳ Voti validi (% su votanti)            | 173 259                  | 94,27                    |                          |       |         |
| ↳ Schede non valide (% su votanti) | ↳ Schede non valide (% su votanti)      | 10 531                   | 5,73                     |                          |       |         |
| ↳ Astenuti (% su iscritti)         | ↳ Astenuti (% su iscritti)              | 29 755                   | 13,93                    |                          |       |         |

| Eletti | Eletti                      |
| ------ | --------------------------- |
|        | Domenico Raffaello Lombardi |
|        | Guido Albino Campopiano     |

### VIII legislatura
Nessun candidato nei collegi uninominali raggiunse il quorum del 65% dei voti per essere eletto automaticamente; i seggi vennero pertanto assegnati proporzionalmente ai voti ricevuti.
| Partito                            | Partito                                      | Risultati 3 giugno 1979 | Risultati 3 giugno 1979 | Risultati 3 giugno 1979 | Seggi | Seggi   |
| Partito                            | Partito                                      | Voti                    | %                       | ±                       | Num   | ±       |
| ---------------------------------- | -------------------------------------------- | ----------------------- | ----------------------- | ----------------------- | ----- | ------- |
|                                    | Democrazia Cristiana                         | 95 295                  | 55,38                   | 1,39                    | 2     | 1       |
|                                    | Partito Comunista Italiano                   | 39 280                  | 22,83                   | n.d.                    | 0     | n.d.    |
|                                    | Partito Socialista Italiano                  | 12 716                  | 7,39                    | n.d.                    | 0     | n.d.    |
|                                    | Movimento Sociale Italiano                   | 9 977                   | 5,80                    | 0,77                    | 0     | Stabile |
|                                    | Partito Socialista Democratico Italiano      | 4 311                   | 2,51                    | 1,20                    | 0     | Stabile |
|                                    | Partito Repubblicano Italiano                | 3 876                   | 2,25                    | 0,37                    | 0     | Stabile |
|                                    | Partito Liberale Italiano                    | 3 512                   | 2,04                    | 0,53                    | 0     | Stabile |
|                                    | Partito Radicale                             | 2 430                   | 1,41                    | n.d.                    | 0     | n.d.    |
|                                    | Democrazia Nazionale - Costituente di Destra | 663                     | 0,39                    | n.d.                    | 0     | n.d.    |
|                                    |                                              |                         |                         |                         |       |         |
| Iscritti                           | Iscritti                                     | 247 580                 | 100,00                  |                         |       |         |
| ↳ Votanti (% su iscritti)          | ↳ Votanti (% su iscritti)                    | 185 431                 | 74,90                   | 11,17                   |       |         |
| ↳ Voti validi (% su votanti)       | ↳ Voti validi (% su votanti)                 | 172 060                 | 92,79                   |                         |       |         |
| ↳ Schede non valide (% su votanti) | ↳ Schede non valide (% su votanti)           | 13 371                  | 7,21                    |                         |       |         |
| ↳ Astenuti (% su iscritti)         | ↳ Astenuti (% su iscritti)                   | 62 149                  | 25,10                   |                         |       |         |

| Eletti | Eletti                      |
| ------ | --------------------------- |
|        | Osvaldo Di Lembo            |
|        | Domenico Raffaello Lombardi |

### IX legislatura
Nessun candidato nei collegi uninominali raggiunse il quorum del 65% dei voti per essere eletto automaticamente; i seggi vennero pertanto assegnati proporzionalmente ai voti ricevuti.
| Partito                            | Partito                                 | Risultati 26 giugno 1983 | Risultati 26 giugno 1983 | Risultati 26 giugno 1983 | Seggi | Seggi   |
| Partito                            | Partito                                 | Voti                     | %                        | ±                        | Num   | ±       |
| ---------------------------------- | --------------------------------------- | ------------------------ | ------------------------ | ------------------------ | ----- | ------- |
|                                    | Democrazia Cristiana                    | 94 873                   | 55,90                    | 0,52                     | 2     | Stabile |
|                                    | Rinnovamento Molise                     | 33 525                   | 19,75                    | n.d.                     | 0     | n.d.    |
|                                    | Movimento Sociale Italiano              | 12 265                   | 7,23                     | 1,43                     | 0     | Stabile |
|                                    | Partito Socialista Democratico Italiano | 7 759                    | 4,57                     | 2,06                     | 0     | Stabile |
|                                    | Democrazia Proletaria                   | 6 733                    | 3,97                     | n.d.                     | 0     | n.d.    |
|                                    | Partito Repubblicano Italiano           | 5 537                    | 3,26                     | 1,01                     | 0     | Stabile |
|                                    | Partito Liberale Italiano               | 5 379                    | 3,17                     | 1,13                     | 0     | Stabile |
|                                    | Partito Radicale                        | 3 642                    | 2,15                     | 0,74                     | 0     | Stabile |
|                                    |                                         |                          |                          |                          |       |         |
| Iscritti                           | Iscritti                                | 254 288                  | 100,00                   |                          |       |         |
| ↳ Votanti (% su iscritti)          | ↳ Votanti (% su iscritti)               | 191 860                  | 75,45                    | 0,55                     |       |         |
| ↳ Voti validi (% su votanti)       | ↳ Voti validi (% su votanti)            | 169 713                  | 88,46                    |                          |       |         |
| ↳ Schede non valide (% su votanti) | ↳ Schede non valide (% su votanti)      | 22 147                   | 11,54                    |                          |       |         |
| ↳ Astenuti (% su iscritti)         | ↳ Astenuti (% su iscritti)              | 62 428                   | 24,55                    |                          |       |         |

| Eletti | Eletti                      |
| ------ | --------------------------- |
|        | Osvaldo Di Lembo            |
|        | Domenico Raffaello Lombardi |

### X legislatura
Nessun candidato nei collegi uninominali raggiunse il quorum del 65% dei voti per essere eletto automaticamente; i seggi vennero pertanto assegnati proporzionalmente ai voti ricevuti.
| Partito                            | Partito                            | Risultati 14 giugno 1987 | Risultati 14 giugno 1987 | Risultati 14 giugno 1987 | Seggi | Seggi   |
| Partito                            | Partito                            | Voti                     | %                        | ±                        | Num   | ±       |
| ---------------------------------- | ---------------------------------- | ------------------------ | ------------------------ | ------------------------ | ----- | ------- |
|                                    | Democrazia Cristiana               | 100 408                  | 56,92                    | 1,02                     | 2     | Stabile |
|                                    | Alleanza Democratica Molise        | 49 297                   | 27,95                    | n.d.                     | 0     | n.d.    |
|                                    | Movimento Sociale Italiano         | 12 075                   | 6,85                     | 0,38                     | 0     | Stabile |
|                                    | Democrazia Proletaria              | 8 066                    | 4,57                     | 0,60                     | 0     | Stabile |
|                                    | Partito Repubblicano Italiano      | 4 440                    | 2,52                     | 0,74                     | 0     | Stabile |
|                                    | Alleanza Popolare-Pensionati       | 2 119                    | 1,20                     | n.d.                     | 0     | n.d.    |
|                                    |                                    |                          |                          |                          |       |         |
| Iscritti                           | Iscritti                           | 261 972                  | 100,00                   |                          |       |         |
| ↳ Votanti (% su iscritti)          | ↳ Votanti (% su iscritti)          | 195 378                  | 74,58                    | 0,87                     |       |         |
| ↳ Voti validi (% su votanti)       | ↳ Voti validi (% su votanti)       | 176 405                  | 90,29                    |                          |       |         |
| ↳ Schede non valide (% su votanti) | ↳ Schede non valide (% su votanti) | 18 973                   | 9,71                     |                          |       |         |
| ↳ Astenuti (% su iscritti)         | ↳ Astenuti (% su iscritti)         | 66 594                   | 25,42                    |                          |       |         |

| Eletti | Eletti                      |
| ------ | --------------------------- |
|        | Osvaldo Di Lembo            |
|        | Domenico Raffaello Lombardi |

### XI legislatura
Nessun candidato nei collegi uninominali raggiunse il quorum del 65% dei voti per essere eletto automaticamente; i seggi vennero pertanto assegnati proporzionalmente ai voti ricevuti.
| Partito                            | Partito                            | Risultati 5 aprile 1992 | Risultati 5 aprile 1992 | Risultati 5 aprile 1992 | Seggi | Seggi   |
| Partito                            | Partito                            | Voti                    | %                       | ±                       | Num   | ±       |
| ---------------------------------- | ---------------------------------- | ----------------------- | ----------------------- | ----------------------- | ----- | ------- |
|                                    | Democrazia Cristiana               | 81 779                  | 46,55                   | 10,37                   | 1     | 1       |
|                                    | Lista per il Molise                | 48 352                  | 27,52                   | n.d.                    | 1     | n.d.    |
|                                    | Partito Socialista Italiano        | 26 177                  | 14,90                   | n.d.                    | 0     | n.d.    |
|                                    | Movimento Sociale Italiano         | 13 784                  | 7,85                    | 1,00                    | 0     | Stabile |
|                                    | Partito Pensionati                 | 3 042                   | 1,73                    | n.d.                    | 0     | n.d.    |
|                                    | Lega Lombarda                      | 1 701                   | 0,97                    | n.d.                    | 0     | n.d.    |
|                                    | Federalismo-Pensionati-UV          | 846                     | 0,48                    | n.d.                    |       | n.d.    |
|                                    |                                    |                         |                         |                         |       |         |
| Iscritti                           | Iscritti                           | 272 082                 | 100,00                  |                         |       |         |
| ↳ Votanti (% su iscritti)          | ↳ Votanti (% su iscritti)          | 198 990                 | 73,14                   | 1,44                    |       |         |
| ↳ Voti validi (% su votanti)       | ↳ Voti validi (% su votanti)       | 175 681                 | 88,29                   |                         |       |         |
| ↳ Schede non valide (% su votanti) | ↳ Schede non valide (% su votanti) | 23 309                  | 11,71                   |                         |       |         |
| ↳ Astenuti (% su iscritti)         | ↳ Astenuti (% su iscritti)         | 73 092                  | 26,86                   |                         |       |         |

| Eletti | Eletti           |
| ------ | ---------------- |
|        | Osvaldo Di Lembo |
|        | Luigi Biscardi   |

## Dal 1993 al 2005
Con la riforma elettorale maggioritaria del 1993, in prima istanza veniva eletto senatore il candidato che avesse riportato la maggioranza relativa dei suffragi in ciascun collegio. Nessun candidato poteva presentarsi in più di un collegio. I rimanenti seggi regionali erano invece assegnati assommando i voti di tutti i candidati uninominali perdenti che si fossero collegati in un gruppo regionale, utilizzando il metodo D'Hondt delle migliori medie: gli scranni così ottenuti da ciascun gruppo venivano assegnati, all'interno di essa, ai candidati perdenti che avessero ottenuto le migliori percentuali elettorali. Faceva eccezione la regione Molise, che eleggeva due senatori in due collegi uninominali: Isernia e Campobasso

### Collegi elettorali
1. Isernia
2. Campobasso

### XII legislatura

#### Risultati elettorali
|                               | Progressisti                  | 62 227  | 36,39 | 2 |  |  |  |  |  |
|                               | Polo del Buon Governo         | 50 441  | 29,50 | – |  |  |  |  |  |
|                               | Patto per l'Italia            | 31 161  | 18,22 | – |  |  |  |  |  |
|                               | Partito Popolare Progressista | 16 506  | 9,65  | – |  |  |  |  |  |
|                               | Socialdemocrazia              | 8 085   | 4,73  | – |  |  |  |  |  |
|                               | Rinnovamento                  | 2 568   | 1,50  | – |  |  |  |  |  |
| Totale                        | Totale                        | 170 987 | 100   | 2 |  |  |  |  |  |
|                               |                               |         |       |   |  |  |  |  |  |
| Voti non validi               | Voti non validi               | 27 220  | 13,73 |   |  |  |  |  |  |
| Votanti                       | Votanti                       | 198 207 | 71,21 |   |  |  |  |  |  |
| Elettori                      | Elettori                      | 278 326 |       |   |  |  |  |  |  |
|                               |                               |         |       |   |  |  |  |  |  |
| Data: 27-28 marzo 1994        |                               |         |       |   |  |  |  |  |  |
| Fonte: Ministero dell'interno |                               |         |       |   |  |  |  |  |  |

#### Eletti
Eletti nei Progressisti (PDS - PRC - FdV - PSI - Rete - AD - CS - RS)
| Collegio       | Eletto | Eletto            | Partito | Quota |
| -------------- | ------ | ----------------- | ------- | ----- |
| 1 - Isernia    |        | Antonino Valletta | PSI     | Magg. |
| 2 - Campobasso |        | Luigi Biscardi    | PDS     | Magg. |

### XIII legislatura

#### Risultati elettorali
|                               | L'Ulivo                       | 82 274  | 50,17 | 2 |  |  |  |  |  |
|                               | Polo per le Libertà           | 64 609  | 39,40 | – |  |  |  |  |  |
|                               | Fiamma Tricolore              | 10 166  | 6,20  | – |  |  |  |  |  |
|                               | Partito Popolare Progressista | 4 450   | 2,71  | – |  |  |  |  |  |
|                               | Partito Socialista Italiano   | 2 486   | 1,52  | – |  |  |  |  |  |
| Totale                        | Totale                        | 163 985 | 100   | 2 |  |  |  |  |  |
|                               |                               |         |       |   |  |  |  |  |  |
| Voti non validi               | Voti non validi               | 25 580  | 13,49 |   |  |  |  |  |  |
| Votanti                       | Votanti                       | 189 565 | 66,57 |   |  |  |  |  |  |
| Elettori                      | Elettori                      | 284 755 |       |   |  |  |  |  |  |
|                               |                               |         |       |   |  |  |  |  |  |
| Data: 21 aprile 1996          |                               |         |       |   |  |  |  |  |  |
| Fonte: Ministero dell'interno |                               |         |       |   |  |  |  |  |  |

#### Eletti
Eletti nell'Ulivo (PDS - PpP - RI - FdV - PSd'Az - FL - MCU - CS - SI - PS)
| Collegio       | Eletto | Eletto            | Partito  | Quota |
| -------------- | ------ | ----------------- | -------- | ----- |
| 1 - Isernia    |        | Antonino Valletta | PDS (FL) | Magg. |
| 2 - Campobasso |        | Luigi Biscardi    | PDS      | Magg. |

### XIV legislatura

#### Risultati elettorali
|                               | Casa delle Libertà                   | 67 963  | 38,70 | 1 |  |  |  |  |  |
|                               | L'Ulivo                              | 62 711  | 35,71 | 1 |  |  |  |  |  |
|                               | Lista Di Pietro                      | 22 497  | 12,81 | – |  |  |  |  |  |
|                               | Democrazia Europea                   | 9 249   | 5,27  | – |  |  |  |  |  |
|                               | Partito della Rifondazione Comunista | 7 509   | 4,28  | – |  |  |  |  |  |
|                               | Fronte Nazionale                     | 3 374   | 1,92  | – |  |  |  |  |  |
|                               | Lista Emma Bonino                    | 2 325   | 1,32  | – |  |  |  |  |  |
| Totale                        | Totale                               | 175 628 | 100   | 2 |  |  |  |  |  |
|                               |                                      |         |       |   |  |  |  |  |  |
| Voti non validi               | Voti non validi                      | 21 980  | 11,12 |   |  |  |  |  |  |
| Votanti                       | Votanti                              | 197 608 | 68,96 |   |  |  |  |  |  |
| Elettori                      | Elettori                             | 286 536 |       |   |  |  |  |  |  |
|                               |                                      |         |       |   |  |  |  |  |  |
| Data: 13 maggio 2001          |                                      |         |       |   |  |  |  |  |  |
| Fonte: Ministero dell'interno |                                      |         |       |   |  |  |  |  |  |

#### Eletti
Eletti nella Casa delle Libertà (FI - AN - LN - CCD - CDU - NPSI - PRI)
     Eletti nell'Ulivo (DS - DL - Girasole - PdCI - MRE - SVP - PSd'Az)
| Collegio       | Eletto | Eletto             | Partito | Quota |
| -------------- | ------ | ------------------ | ------- | ----- |
| 1 - Isernia    |        | Alfredo D'Ambrosio | FI      | Magg. |
| 2 - Campobasso |        | Cinzia Dato        | DL      | Magg. |

## Dal 2005 al 2017
Con l'entrata in vigore della legge Calderoli, per l'elezione del Senato viene adottato un sistema elettorale proporzionale con liste bloccate, soglia di sbarramento e premio di maggioranza su base regionale. Alla ripartizione dei seggi, che avviene secondo il metodo Hare dei quozienti interi e dei più alti resti, concorrono le liste che nell'ambito della circoscrizione regionale abbiano ottenuto almeno l'8% dei voti validi, oppure almeno il 3% se esse sono parte di una coalizione che abbia ottenuto almeno il 20%. In ogni caso, alla coalizione o lista singola più votata è attribuito almeno il 55% dei seggi: se tale soglia non è raggiunta, viene assegnato un premio di maggioranza, in forma di seggi supplementari, che riduce quelli attribuiti alle altre forze politiche.
Nella sola regione Molise, non era applicato il premio di maggioranza.

### XV legislatura

#### Risultati elettorali
|                               | L'Ulivo                              | 59 498  | 31,85 | 1 |  |  |  |  |  |
|                               | Italia dei Valori                    | 15 876  | 8,50  | – |  |  |  |  |  |
|                               | Partito della Rifondazione Comunista | 10 052  | 5,38  | – |  |  |  |  |  |
|                               | Insieme con l'Unione                 | 4 155   | 2,22  | – |  |  |  |  |  |
|                               | Rosa nel Pugno                       | 3 289   | 1,76  | – |  |  |  |  |  |
|                               | Partito Pensionati                   | 1 504   | 0,81  | – |  |  |  |  |  |
|                               | Totale coalizione                    | 94 374  | 50,52 | 1 |  |  |  |  |  |
|                               | Forza Italia                         | 61 778  | 33,07 | 1 |  |  |  |  |  |
|                               | Alleanza Nazionale                   | 26 521  | 14,20 | – |  |  |  |  |  |
|                               | Alternativa Sociale                  | 1 702   | 0,91  | – |  |  |  |  |  |
|                               | Fiamma Tricolore                     | 1 515   | 0,81  | – |  |  |  |  |  |
|                               | Partito Repubblicano Italiano        | 481     | 0,26  | – |  |  |  |  |  |
|                               | Lega Nord – MPA                      | 424     | 0,23  | – |  |  |  |  |  |
|                               | Totale coalizione                    | 92 421  | 49,48 | 1 |  |  |  |  |  |
| Totale                        | Totale                               | 186 795 | 100   | 2 |  |  |  |  |  |
|                               |                                      |         |       |   |  |  |  |  |  |
| Voti non validi               | Voti non validi                      | 9 383   | 4,78  |   |  |  |  |  |  |
| Votanti                       | Votanti                              | 196 178 | 82,21 |   |  |  |  |  |  |
| Elettori                      | Elettori                             | 238 640 |       |   |  |  |  |  |  |
|                               |                                      |         |       |   |  |  |  |  |  |
| Fonte: Ministero dell'interno |                                      |         |       |   |  |  |  |  |  |

#### Eletti
| L'Ulivo         | Forza Italia           |
| --------------- | ---------------------- |
|                 |                        |
| - Augusto Massa | - Angelo Michele Iorio |

1. ↑  Dimissionario in data 21.11.2006 (eletto Presidente della Giunta regionale del Molise); subentrante: Luigi Di Bartolomeo

### XVI legislatura

#### Risultati elettorali
|                               | Italia dei Valori                    | 47 730  | 26,87 | 1 |  |  |  |  |  |
|                               | Partito Democratico                  | 33 990  | 19,13 | – |  |  |  |  |  |
|                               | Totale coalizione                    | 81 720  | 46,00 | 1 |  |  |  |  |  |
|                               | Il Popolo della Libertà              | 65 727  | 37,00 | 1 |  |  |  |  |  |
|                               | Movimento per l'Autonomia            | 9 040   | 5,09  | – |  |  |  |  |  |
|                               | Totale coalizione                    | 74 767  | 42,08 | 1 |  |  |  |  |  |
|                               | Unione di Centro                     | 9 732   | 5,48  | – |  |  |  |  |  |
|                               | La Sinistra l'Arcobaleno             | 3 567   | 2,01  | – |  |  |  |  |  |
|                               | La Destra - Fiamma Tricolore         | 2 698   | 1,52  | – |  |  |  |  |  |
|                               | Partito Socialista                   | 1 571   | 0,88  | – |  |  |  |  |  |
|                               | Partito Comunista dei Lavoratori     | 916     | 0,52  | – |  |  |  |  |  |
|                               | Partito Liberale Italiano            | 796     | 0,45  | – |  |  |  |  |  |
|                               | Forza Nuova                          | 626     | 0,35  | – |  |  |  |  |  |
|                               | Sinistra Critica                     | 468     | 0,26  | – |  |  |  |  |  |
|                               | Per il Bene Comune                   | 438     | 0,25  | – |  |  |  |  |  |
|                               | Unione Democratica per i Consumatori | 362     | 0,20  | – |  |  |  |  |  |
| Totale                        | Totale                               | 177 661 | 100   | 2 |  |  |  |  |  |
|                               |                                      |         |       |   |  |  |  |  |  |
| Voti non validi               | Voti non validi                      | 9 828   | 5,24  |   |  |  |  |  |  |
| Votanti                       | Votanti                              | 187 489 | 78,35 |   |  |  |  |  |  |
| Elettori                      | Elettori                             | 239 302 |       |   |  |  |  |  |  |
|                               |                                      |         |       |   |  |  |  |  |  |
| Fonte: Ministero dell'interno |                                      |         |       |   |  |  |  |  |  |

#### Eletti
| Italia dei Valori | Il Popolo della Libertà |
| ----------------- | ----------------------- |
|                   |                         |
| - Giuseppe Astore | - Ulisse Di Giacomo     |

### XVII legislatura

#### Risultati elettorali
|                               | Partito Democratico       | 39 766  | 23,39 | 1 |  |  |  |  |  |
|                               | Sinistra Ecologia Libertà | 10 513  | 6,18  | – |  |  |  |  |  |
|                               | Centro Democratico        | 1 067   | 0,63  | – |  |  |  |  |  |
|                               | Totale coalizione         | 51 346  | 30,20 | 1 |  |  |  |  |  |
|                               | Il Popolo della Libertà   | 36 952  | 21,73 | 1 |  |  |  |  |  |
|                               | Fratelli d'Italia         | 11 214  | 6,60  | – |  |  |  |  |  |
|                               | La Destra                 | 1 746   | 1,03  | – |  |  |  |  |  |
|                               | Moderati in Rivoluzione   | 477     | 0,28  | – |  |  |  |  |  |
|                               | Intesa Popolare           | 475     | 0,28  | – |  |  |  |  |  |
|                               | Lega Nord                 | 295     | 0,17  | – |  |  |  |  |  |
|                               | Totale coalizione         | 51 159  | 30,09 | 1 |  |  |  |  |  |
|                               | Movimento 5 Stelle        | 45 274  | 26,63 | – |  |  |  |  |  |
|                               | Con Monti per l'Italia    | 14 333  | 8,43  | – |  |  |  |  |  |
|                               | Rivoluzione Civile        | 5 249   | 3,09  | – |  |  |  |  |  |
|                               | Costruire Democrazia      | 2 658   | 1,56  | – |  |  |  |  |  |
| Totale                        | Totale                    | 170 019 | 100   | 2 |  |  |  |  |  |
|                               |                           |         |       |   |  |  |  |  |  |
| Voti non validi               | Voti non validi           | 15 647  | 8,43  |   |  |  |  |  |  |
| Votanti                       | Votanti                   | 185 666 | 77,76 |   |  |  |  |  |  |
| Elettori                      | Elettori                  | 238 755 |       |   |  |  |  |  |  |
|                               |                           |         |       |   |  |  |  |  |  |
| Fonte: Ministero dell'interno |                           |         |       |   |  |  |  |  |  |

#### Eletti
| Partito Democratico | Il Popolo della Libertà |
| ------------------- | ----------------------- |
|                     |                         |
| - Roberto Ruta      | - Silvio Berlusconi     |

1. ↑  Cessa dal mandato in data 27.11.2013 (decadenza); subentrante: Ulisse Di Giacomo

## Dal 2017

### Collegi elettorali
Alla circoscrizione sono attribuiti 2 seggi: 1 è assegnato con sistema maggioritario, nell'ambito di un collegio uninominale; 1 mediante sistema proporzionale, all'interno di un unico collegio plurinominale.
La riforma costituzionale del 2020 in tema di riduzione del numero dei parlamentari non ha inciso sul numero dei seggi spettanti alla regione.
| Collegi plurinominali | Collegi plurinominali | Collegi uninominali |
| --------------------- | --------------------- | ------------------- |
|                       | Molise - 01           | - 01 - Campobasso   |

### XVIII legislatura

#### Risultati
|                               | Movimento 5 Stelle                  | 71 067  | 44,50 | 1 | 71 067  | 44,50 | 1 |  |  |
|                               | Forza Italia                        | 25 265  | 15,82 | – | 49 294  | 30,86 | – |  |  |
|                               | Lega                                | 13 374  | 8,37  | – | 49 294  | 30,86 | – |  |  |
|                               | Noi con l'Italia – UDC              | 6 233   | 3,90  | – | 49 294  | 30,86 | – |  |  |
|                               | Fratelli d'Italia                   | 4 422   | 2,77  | – | 49 294  | 30,86 | – |  |  |
|                               | Partito Democratico                 | 24 076  | 15,07 | – | 28 212  | 17,66 | – |  |  |
|                               | +Europa                             | 1 472   | 0,92  | – | 28 212  | 17,66 | – |  |  |
|                               | Italia Europa Insieme               | 1 350   | 0,85  | – | 28 212  | 17,66 | – |  |  |
|                               | Civica Popolare                     | 1 314   | 0,82  | – | 28 212  | 17,66 | – |  |  |
|                               | Liberi e Uguali                     | 5 962   | 3,73  | – | 5 962   | 3,73  | – |  |  |
|                               | Potere al Popolo!                   | 1 847   | 1,16  | – | 1 847   | 1,16  | – |  |  |
|                               | CasaPound                           | 1 427   | 0,89  | – | 1 427   | 0,89  | – |  |  |
|                               | Partito Comunista                   | 1 216   | 0,76  | – | 1 216   | 0,76  | – |  |  |
|                               | Partito Valore Umano                | 608     | 0,38  | – | 608     | 0,38  | – |  |  |
|                               | Partito Repubblicano Italiano – ALA | 86      | 0,05  | – | 86      | 0,05  | – |  |  |
| Totale                        | Totale                              | 159 719 | 100   | 1 | 159 719 | 100   | 1 |  |  |
|                               |                                     |         |       |   |         |       |   |  |  |
| Schede bianche                | Schede bianche                      | 3 030   | 1,82  |   |         |       |   |  |  |
| Schede nulle                  | Schede nulle                        | 3 901   | 2,34  |   |         |       |   |  |  |
| Votanti                       | Votanti                             | 166 650 | 71,31 |   |         |       |   |  |  |
| Elettori                      | Elettori                            | 233 710 |       |   |         |       |   |  |  |
|                               |                                     |         |       |   |         |       |   |  |  |
| Fonte: Ministero dell'interno |                                     |         |       |   |         |       |   |  |  |

#### Eletti

##### Eletti maggioritario
Eletti nel Movimento 5 Stelle
| Collegio uninominale | Eletto | Eletto          | Partito |
| -------------------- | ------ | --------------- | ------- |
| 1. Campobasso        |        | Luigi Di Marzio | M5S     |

##### Eletti proporzionale
| Collegio plurinominale | M5S              |
| ---------------------- | ---------------- |
| Collegio plurinominale |                  |
| 1. Molise - 01         | - Fabrizio Ortis |

1. ↑  In data 19.02.2021 aderisce al gruppo misto, non iscritti.

### XIX legislatura

#### Risultati elettorali
|                               | Fratelli d'Italia                                       | 29 063  | 22,41 | 1 | 55 656  | 42,92 | 1 |  |  |
|                               | Forza Italia                                            | 16 434  | 12,67 | – | 55 656  | 42,92 | 1 |  |  |
|                               | Lega per Salvini Premier                                | 8 434   | 6,50  | – | 55 656  | 42,92 | 1 |  |  |
|                               | Noi Moderati                                            | 1 725   | 1,33  | – | 55 656  | 42,92 | 1 |  |  |
|                               | Movimento 5 Stelle                                      | 31 614  | 24,38 | – | 31 614  | 24,38 | – |  |  |
|                               | Partito Democratico - Italia Democratica e Progressista | 23 790  | 18,34 | – | 30 503  | 23,52 | – |  |  |
|                               | Alleanza Verdi e Sinistra                               | 3 782   | 2,92  | – | 30 503  | 23,52 | – |  |  |
|                               | +Europa                                                 | 2 006   | 1,55  | – | 30 503  | 23,52 | – |  |  |
|                               | Impegno Civico – Centro Democratico                     | 925     | 0,71  | – | 30 503  | 23,52 | – |  |  |
|                               | Azione - Italia Viva                                    | 6,029   | 0,00  | – | 6,029   | 0,00  | – |  |  |
|                               | Unione Popolare                                         | 2 293   | 1,77  | – | 2 293   | 1,77  | – |  |  |
|                               | Italia Sovrana e Popolare                               | 2 211   | 1,70  | – | 2 211   | 1,70  | – |  |  |
|                               | Noi di Centro – Europeisti                              | 1 380   | 1,06  | – | 1 380   | 1,06  | – |  |  |
| Totale                        | Totale                                                  | 129 686 | 100   | 1 | 129 686 | 100   | 1 |  |  |
|                               |                                                         |         |       |   |         |       |   |  |  |
| Voti non validi               | Voti non validi                                         | 8 337   | 6,04  |   |         |       |   |  |  |
| Votanti                       | Votanti                                                 | 138 023 | 56,59 |   |         |       |   |  |  |
| Elettori                      | Elettori                                                | 243 884 |       |   |         |       |   |  |  |
|                               |                                                         |         |       |   |         |       |   |  |  |
| Data: 25 settembre 2022       |                                                         |         |       |   |         |       |   |  |  |
| Fonte: Ministero dell'interno |                                                         |         |       |   |         |       |   |  |  |

#### Eletti

##### Eletti nei collegi uninominali
Eletti nella coalizione di centro-destra (FdI - Lega - FI - NM)
| Collegio uninominale | Eletto | Eletto         | Partito |
| -------------------- | ------ | -------------- | ------- |
| 01 - Campobasso      |        | Claudio Lotito | FI      |

##### Eletti nei collegi plurinominali
| Collegio plurinominale | Fratelli d'Italia      |
| ---------------------- | ---------------------- |
| Collegio plurinominale |                        |
| 1. Molise - 01         | - Costanzo Della Porta |